# Орловское сельское поселение (Тарский район)
Орловское се́льское поселе́ние — муниципальное образование в Тарском районе Омской области Российской Федерации.
Административный центр — село Орлово.

## История
Статус и границы сельского поселения установлены Законом Омской области от 30 июля 2004 года № 548-ОЗ «О границах и статусе муниципальных образований Омской области»

## Население
| 2010 | 2011 | 2012 | 2013 | 2014 | 2015 | 2016 |
| ---- | ---- | ---- | ---- | ---- | ---- | ---- |
| 679  | ↘677 | ↘640 | ↘613 | ↘595 | ↘566 | ↘541 |
| 2017 | 2018 | 2019 | 2020 | 2021 | 2023 |      |
| ↘520 | ↗531 | ↘517 | ↘480 | ↗519 | ↘485 |      |

## Состав сельского поселения
| № | Населённый пункт | Тип населённого пункта       | Население |
| - | ---------------- | ---------------------------- | --------- |
| 1 | Большие Кучки    | деревня                      | ↘121      |
| 2 | Лоскутово        | деревня                      | ↘60       |
| 3 | Любимово         | деревня                      | ↘14       |
| 4 | Орлово           | село, административный центр | ↘389      |
| 5 | Поморцево        | деревня                      | ↘45       |
| 6 | Свидерск         | деревня                      | ↘42       |
| 7 | Устюгово         | деревня                      | ↘8        |